# Милан Торбица (ЈНА)
Милан Торбица (Горњи Срб, 24. април 1938 — Београд, 16. март 2008) био је генерал-потпуковник Југословенске народне армије.
Чин пуковника стекао је 1981, а генерал-мајора 1989. године. Обављао је дужности начелника Одјељења за обуку оружаних снага, начелник Наставне управе Генералштаба ЈНА, командант 37. корпуса Ужице (Ужичког корпуса). У априлу 1992. године због изузетног доприноса војсци, ванредно је унапријеђен у чин генерал-потпуковника. Након формирања Војске Југославије 20. маја 1992. године, прелази на нову дужност унутар ове војске. Као активно војно лице остаје при служби све до 31. маја 1993. године, када је пензионисан.
Умро је 16. марта 2008. године у Београду.